# Liga dos Campeões da UEFA de 2005–06
A Liga dos Campeões da UEFA 2005–06 foi a 51ª edição do torneio de clubes de futebol Liga dos Campeões Europeus. 74 equipas de 50 associações de futebol participaram, desde a 1ª ronda de qualificação, a 12 de Julho de 2005. O torneio terminou com a final entre Arsenal e Barcelona no Stade de France, Paris, a 17 de Maio de 2006, onde o Barcelona ganhou 2-1.

## Rondas de qualificação

### 1ª pré-eliminatória
O detentor do título Liverpool F.C. assim como 23 campeões nacionais dos países classificados em 27º ou pior no Ranking da UEFA 2004, foram sorteados e participaram em duas partidas, uma em casa e outra fora, tendo os vencedores avançado para a 2ª Pré-eliminatória. Apesar de ter terminado em 5º na FA Premier League em 2004-05 (apenas quatro equipas inglesas eram permitidas a participar), o Liverpool recebeu um lugar extra pela UEFA, pelo facto de serem os detentores do título.
| Equipe 1         | Total | Equipe 2           | 1.º jogo | 2.º jogo   |
| ---------------- | ----- | ------------------ | -------- | ---------- |
| Levadia Tallinn  | 1-2   | FC Dinamo Tbilisi  | 1-0      | 0-2        |
| Kairat           | 3-4   | Petržalka akadémia | 2-0      | 1-4 (a.p.) |
| Neftçi Baku      | 4-1   | FH                 | 2-0      | 2-1        |
| Rabotnički       | 6-1   | Skonto             | 6-0      | 0-1        |
| Dínamo Minsk     | 1-2   | Anorthosis         | 1-1      | 0-1        |
| Sliema Wanderers | 1-6   | Sheriff Tiraspol   | 1-4      | 0-2        |
| HB               | 2-8   | Kaunas             | 2-4      | 0-4        |
| Liverpool        | 6-0   | The New Saints     | 3-0      | 3-0        |
| Haka             | 3-2   | Pyunik             | 1-0      | 2-2        |
| Gorica           | 2-3   | Tirana             | 2-0      | 0-3        |
| Glentoran        | 2-6   | Shelbourne         | 1-2      | 1-4        |
| F91 Dudelange    | 4-1   | Zrinjski Mostar    | 0-1      | 4-0(a.p.)  |

### 2ª pré-eliminatória
Os 12 vencedores da 1ª Pré-eliminatória, os 10 campeões dos países classificados entre 17º e 26º, e os 6 segundos classificados dos países classificados entre 10º e 15º foram sorteados e participaram em dois jogos, em casa e fora, com os vencedores a avancarem para a 3ª Pré-eliminatória.
| Equipe 1           | Total | Equipe 2            | 1.º jogo | 2.º jogo |
| ------------------ | ----- | ------------------- | -------- | -------- |
| Kaunas             | 1-5   | Liverpool           | 1-3      | 0-2      |
| FC Dinamo Tbilisi  | 1-5   | Brøndby IF          | 0-2      | 1-3      |
| R.S.C. Anderlecht  | 5-1   | Neftçi Baku         | 5-0      | 0-1      |
| Vålerenga I.F.     | 5-1   | Haka                | 1-0      | 4-1      |
| FC Dynamo Kyiv     | 2-3   | FC Thun             | 2-2      | 0-1      |
| Anorthosis         | 3-2   | Trabzonspor         | 3-1      | 0-1      |
| Petržalka akadémia | 5-4   | Celtic F.C.         | 5-0      | 0-4      |
| Tirana             | 0-4   | PFC CSKA Sofia      | 0-2      | 0-2      |
| Malmö FF           | 5-4   | Maccabi Haifa F.C.  | 3-2      | 2-2      |
| Shelbourne         | 1-4   | Steaua Bucureşti    | 0-0      | 1-4      |
| Rabotnički         | 1-3   | FC Lokomotiv Moscow | 1-1      | 0-2      |
| F91 Dudelange      | 3-9   | SK Rapid Wien       | 1-6      | 2-3      |
| FK Partizan        | 2-0   | Sheriff Tiraspol    | 1-0      | 1-0      |
| Debreceni VSC      | 8-0   | Hajduk Split        | 3-0      | 5-0      |

### 3ª pré-eliminatória
Os 14 vencedores da 2ª Pré-eliminatória, os 6 campeões dos países classificados entre 11º e 16º, os 3 segundos classificados dos países entre 7º e 9º, os 6 terceiros classificados dos países entre 1º e 6º, e os 3 quarto classificados dos países entre o 1º e 3º foram sorteados e participaram em dois jogos, em casa e fora, com os vencedores a avançarem para a fase de grupos e os derrotados a avançarem para a primeira ronda da Taça UEFA.
| Equipe 1                   | Total       | Equipe 2                   | 1.º jogo | 2.º jogo  |
| -------------------------- | ----------- | -------------------------- | -------- | --------- |
| Wisła Kraków               | 4-5         | Panathinaikos              | 3-1      | 1-4(a.p.) |
| Real Betis                 | 3-2         | AS Monaco FC               | 1-0      | 2-2       |
| Vålerenga I.F.             | 1-1 (3-4 p) | Club Brugge                | 1-0      | 0-1       |
| Manchester United F.C.     | 6-0         | Debreceni VSC              | 3-0      | 3-0       |
| Everton F.C.               | 2-4         | Villarreal CF              | 1-2      | 1-2       |
| Anorthosis Famagusta FC    | 1-4         | Rangers F.C.               | 1-2      | 0-2       |
| Steaua Bucureşti           | 3-4         | Rosenborg B.K.             | 1-1      | 2-3       |
| SK Rapid Wien              | 2-1         | FC Lokomotiv Moscow        | 1-1      | 1-0       |
| Petržalka akadémia         | 0-0 (4-3 p) | FK Partizan                | 0-0      | 0-0       |
| PFC CSKA Sofia             | 2-3         | Liverpool F.C.             | 1-3      | 1-0       |
| Sporting Clube de Portugal | 2-4         | Udinese Calcio             | 0-1      | 2-3       |
| Malmö FF                   | 0-4         | FC Thun                    | 0-1      | 0-3       |
| FC Shakhtar Donetsk        | 1-3         | Internazionale Milano F.C. | 0-2      | 1-1       |
| FC Basel                   | 2-4         | Werder Bremen              | 2-1      | 0-3       |
| Brøndby IF                 | 3-5         | Ajax Amsterdam             | 2-2      | 1-3       |
| R.S.C. Anderlecht          | 4-1         | SK Slavia Praha            | 2-1      | 2-0       |

## Fase de grupos
Os 16 vencedores da 3ª Pré-eliminatória, os 10 campeões dos países classificados entre 1º e 10º, e os 6 segundos classificados dos países entre 1º e 6º foram sorteados por 8 grupos de 4 equipas cada. As duas melhores equipas de cada grupo 2 avançam para os play-offs da Liga dos Campeões, enquanto as equipas terceiras classificadas avançam a 3ª Ronda da Taça UEFA.
Os factores de desempate são aplicados na seguinte ordem:
1. Os pontos ganhos nos jogos entre as equipas empatadas.
2. Número total de golos marcas nos jogos entre as equipas empatadas.
3. Número de golos marcados fora nos jogos entre as equipas empatadas.
4. Diferença de golos cumulativa em todos os jogos da fase de grupo.
5. Número total de golos marcados em todos os jogos da fase de grupo.
6. Maior coeficiente da UEFA aquando da qualificação para a fase.

As equipas que garantiram lugar nos Oitavos de final são indicadas em negrito.
As equipas que garantiram lugar na Taça UEFA são indicadas em negrito e itálico.
As equipas eliminadas das competições europeias são indicadas somente em itálico.

### Grupo A
| Equipa               | Pts | J | V | E | D | GM | GS | GA  |
| -------------------- | --- | - | - | - | - | -- | -- | --- |
| 1. Juventus F.C.     | 15  | 6 | 5 | 0 | 1 | 12 | 5  | +7  |
| 2. FC Bayern Munique | 13  | 6 | 4 | 1 | 1 | 10 | 4  | +6  |
| 3. Club Brugge       | 7   | 6 | 2 | 1 | 3 | 6  | 7  | -1  |
| 4. SK Rapid Wien     | 0   | 6 | 0 | 0 | 6 | 3  | 15 | -12 |

| 14 de Setembro de 2005 |     |               |                      |
| Club Brugge            | 1–2 | Juventus      | Estádio Jan Breydel  |
| Rapid Vienna           | 0–1 | Bayern Munich | Ernst Happel Stadion |
| 27 de Setembro de 2005 |     |               |                      |
| Bayern Munich          | 1–0 | Club Brugge   | Allianz Arena        |
| Juventus               | 3–0 | Rapid Vienna  | Stadio Delle Alpi    |
| 18 de Outubro de 2005  |     |               |                      |
| Bayern Munich          | 2–1 | Juventus      | Allianz Arena        |
| Rapid Vienna           | 0–1 | Club Brugge   | Ernst Happel Stadion |
| 2 de Novembro de 2005  |     |               |                      |
| Club Brugge            | 3–2 | Rapid Vienna  | Jan Breydelstadion   |
| Juventus               | 2–1 | Bayern Munich | Stadio Delle Alpi    |
| 22 de Novembro de 2005 |     |               |                      |
| Bayern Munich          | 4–0 | Rapid Vienna  | Allianz Arena        |
| Juventus               | 1–0 | Club Brugge   | Stadio Delle Alpi    |
| 7 de Dezembro de 2005  |     |               |                      |
| Rapid Vienna           | 1–3 | Juventus      | Ernst Happel Stadion |
| Club Brugge            | 1–1 | Bayern Munich | Jan Breydelstadion   |

### Grupo B
| Equipa             | Pts | J | V | E | D | GM | GS | GA |
| ------------------ | --- | - | - | - | - | -- | -- | -- |
| 1. Arsenal F.C.    | 16  | 6 | 5 | 1 | 0 | 10 | 2  | +8 |
| 2. Ajax Amsterdam  | 11  | 6 | 3 | 2 | 1 | 10 | 6  | +4 |
| 3. FC Thun         | 4   | 6 | 1 | 1 | 4 | 4  | 9  | -5 |
| 4. AC Sparta Praga | 2   | 6 | 0 | 2 | 4 | 2  | 9  | -7 |

| 14 de Setembro de 2005 |     |               |                           |
| Arsenal                | 2–1 | Thun          | Arsenal Stadium           |
| Sparta Prague          | 1–1 | Ajax          | Toyota Arena              |
| 27 de Setembro de 2005 |     |               |                           |
| Ajax                   | 1–2 | Arsenal       | Amsterdam ArenA           |
| Thun                   | 1–0 | Sparta Prague | Stade de Suisse, Wankdorf |
| 18 de Outubro de 2005  |     |               |                           |
| Ajax                   | 2–0 | Thun          | Amsterdam ArenA           |
| Sparta Prague          | 0–2 | Arsenal       | Toyota Arena              |
| 2 de Novembro de 2005  |     |               |                           |
| Arsenal                | 3–0 | Sparta Prague | Arsenal Stadium           |
| Thun                   | 2–4 | Ajax          | Stade de Suisse, Wankdorf |
| 22 de Novembro de 2005 |     |               |                           |
| Ajax                   | 2–1 | Sparta Prague | Amsterdam ArenA           |
| Thun                   | 0–1 | Arsenal       | Stade de Suisse, Wankdorf |
| 7 de Dezembro de 2005  |     |               |                           |
| Arsenal                | 0–0 | Ajax          | Arsenal Stadium           |
| Sparta Prague          | 0–0 | Thun          | Toyota Arena              |

### Grupo C
| Equipa           | Pts | J | V | E | D | GM | GS | GA  |
| ---------------- | --- | - | - | - | - | -- | -- | --- |
| 1. FC Barcelona  | 16  | 6 | 5 | 1 | 0 | 16 | 2  | +14 |
| 2. Werder Bremen | 7   | 6 | 2 | 1 | 3 | 12 | 12 | 0   |
| 3. Udinese       | 7   | 6 | 2 | 1 | 3 | 10 | 12 | -2  |
| 4. Panathinaikos | 4   | 6 | 1 | 1 | 4 | 4  | 16 | -12 |

| 14 de Setembro de 2005 |     |               |               |
| Udinese                | 3–0 | Panathinaikos | Stadio Friuli |
| Werder Bremen          | 0–2 | Barcelona     | Weserstadion  |
| 27 de Setembro de 2005 |     |               |               |
| Barcelona              | 4–1 | Udinese       | Camp Nou      |
| Panathinaikos          | 2–1 | Werder Bremen | Spyros Louis  |
| 18 de Outubro de 2005  |     |               |               |
| Panathinaikos          | 0–0 | Barcelona     | Spyros Louis  |
| Udinese                | 1–1 | Werder Bremen | Stadio Friuli |
| 2 de Novembro de 2005  |     |               |               |
| Barcelona              | 5–0 | Panathinaikos | Camp Nou      |
| Werder Bremen          | 4–3 | Udinese       | Weserstadion  |
| 22 de Novembro de 2005 |     |               |               |
| Panathinaikos          | 1–2 | Udinese       | Spyros Louis  |
| Barcelona              | 3–1 | Werder Bremen | Camp Nou      |
| 7 de Dezembro de 2005  |     |               |               |
| Udinese                | 0–2 | Barcelona     | Stadio Friuli |
| Werder Bremen          | 5–1 | Panathinaikos | Weserstadion  |

### Grupo D
| Equipa                    | Pts | J | V | E | D | GM | GS | GA |
| ------------------------- | --- | - | - | - | - | -- | -- | -- |
| 1. Villarreal CF          | 10  | 6 | 2 | 4 | 0 | 3  | 1  | +2 |
| 2. SL Benfica             | 8   | 6 | 2 | 2 | 2 | 5  | 5  | 0  |
| 3. Lille OSC              | 6   | 6 | 1 | 3 | 2 | 1  | 2  | -1 |
| 4. Manchester United F.C. | 6   | 6 | 1 | 3 | 2 | 3  | 4  | -1 |

| 14 de Setembro de 2005 |     |                   |                 |
| Villarreal             | 0–0 | Manchester United | El Madrigal     |
| Benfica                | 1–0 | Lille             | Estádio da Luz  |
| 27 de Setembro de 2005 |     |                   |                 |
| Lille                  | 0–0 | Villarreal        | Stade de France |
| Manchester United      | 2–1 | Benfica           | Old Trafford    |
| 18 de Outubro de 2005  |     |                   |                 |
| Manchester United      | 0–0 | Lille             | Old Trafford    |
| Villarreal             | 1–1 | Benfica           | El Madrigal     |
| 2 de Novembro de 2005  |     |                   |                 |
| Lille                  | 1–0 | Manchester United | Stade de France |
| Benfica                | 0–1 | Villarreal        | Estádio da Luz  |
| 22 de Novembro de 2005 |     |                   |                 |
| Manchester United      | 0–0 | Villarreal        | Old Trafford    |
| Lille                  | 0–0 | Benfica           | Stade de France |
| 7 de Dezembro de 2005  |     |                   |                 |
| Villarreal             | 1–0 | Lille             | El Madrigal     |
| Benfica                | 2–1 | Manchester United | Estádio da Luz  |

### Grupo E
| Equipa           | Pts | J | V | E | D | GM | GS | GA |
| ---------------- | --- | - | - | - | - | -- | -- | -- |
| 1. A.C. Milan    | 11  | 6 | 3 | 2 | 1 | 12 | 6  | +6 |
| 2. PSV Eindhoven | 10  | 6 | 3 | 1 | 2 | 7  | 9  | -2 |
| 3. FC Schalke 04 | 8   | 6 | 2 | 2 | 2 | 12 | 9  | +3 |
| 4. Fenerbahçe    | 4   | 6 | 1 | 1 | 4 | 7  | 14 | -7 |

| 13 de Setembro de 2005 |     |               |                         |
| AC Milan               | 3–1 | Fenerbahçe    | San Siro                |
| PSV Eindhoven          | 1–0 | Schalke 04    | Philips Stadion         |
| 28 de Setembro de 2005 |     |               |                         |
| Schalke 04             | 2–2 | AC Milan      | Veltins-Arena           |
| Fenerbahçe             | 3–0 | PSV Eindhoven | Estádio Şükrü Saracoğlu |
| 19 de Outubro de 2005  |     |               |                         |
| Fenerbahçe             | 3–3 | Schalke 04    | Estádio Şükrü Saracoğlu |
| AC Milan               | 0–0 | PSV Eindhoven | San Siro                |
| 1 de Novembro de 2005  |     |               |                         |
| Schalke 04             | 2–0 | Fenerbahçe    | Veltins-Arena           |
| PSV Eindhoven          | 1–0 | AC Milan      | Philips Stadion         |
| 23 de Novembro de 2005 |     |               |                         |
| Fenerbahçe             | 0–4 | AC Milan      | Estádio Şükrü Saracoğlu |
| Schalke 04             | 3–0 | PSV Eindhoven | Veltins-Arena           |
| 6 de Dezembro de 2005  |     |               |                         |
| AC Milan               | 3–2 | Schalke 04    | San Siro                |
| PSV Eindhoven          | 2–0 | Fenerbahçe    | Philips Stadion         |

### Grupo F
| Equipa            | Pts | J | V | E | D | GM | GS | GA |
| ----------------- | --- | - | - | - | - | -- | -- | -- |
| 1. Lyon           | 16  | 6 | 5 | 1 | 0 | 13 | 4  | +9 |
| 2. Real Madrid    | 10  | 6 | 3 | 1 | 2 | 10 | 8  | +2 |
| 3. Rosenborg B.K. | 4   | 6 | 1 | 1 | 4 | 6  | 11 | -5 |
| 4. Olympiacos     | 4   | 6 | 1 | 1 | 4 | 7  | 13 | -6 |

| 13 de Setembro de 2005 |     |             |                    |
| Lyon                   | 3–0 | Real Madrid | Stade de Gerland   |
| Olympiakos             | 1–3 | Rosenborg   | Karaiskaki Stadium |
| 28 de Setembro de 2005 |     |             |                    |
| Rosenborg              | 0–1 | Lyon        | Lerkendal Stadion  |
| Real Madrid            | 2–1 | Olympiakos  | Santiago Bernabéu  |
| 19 de Outubro de 2005  |     |             |                    |
| Real Madrid            | 4–1 | Rosenborg   | Santiago Bernabéu  |
| Lyon                   | 2–1 | Olympiakos  | Stade de Gerland   |
| 1 de Novembro de 2005  |     |             |                    |
| Rosenborg              | 0–2 | Real Madrid | Lerkendal Stadion  |
| Olympiakos             | 1–4 | Lyon        | Karaiskaki Stadium |
| 23 de Novembro de 2005 |     |             |                    |
| Real Madrid            | 1–1 | Lyon        | Santiago Bernabéu  |
| Rosenborg              | 1–1 | Olympiakos  | Lerkendal Stadion  |
| 6 de Dezembro de 2005  |     |             |                    |
| Lyon                   | 2–1 | Rosenborg   | Stade de Gerland   |
| Olympiakos             | 2–1 | Real Madrid | Karaiskaki Stadium |

### Grupo G
| Equipa               | Pts | J | V | E | D | GM | GS | GA |
| -------------------- | --- | - | - | - | - | -- | -- | -- |
| 1. Liverpool F.C.    | 12  | 6 | 3 | 3 | 0 | 6  | 1  | +5 |
| 2. Chelsea F.C.      | 11  | 6 | 3 | 2 | 1 | 7  | 1  | +6 |
| 3. Real Betis        | 7   | 6 | 2 | 1 | 3 | 3  | 7  | -4 |
| 4. R.S.C. Anderlecht | 3   | 6 | 1 | 0 | 5 | 1  | 8  | -7 |

| 13 de Setembro de 2005 |     |            |                               |
| Chelsea                | 1–0 | Anderlecht | Stamford Bridge               |
| Real Betis             | 1–2 | Liverpool  | Ruíz de Lopera                |
| 28 de Setembro de 2005 |     |            |                               |
| Liverpool              | 0–0 | Chelsea    | Anfield                       |
| Anderlecht             | 0–1 | Real Betis | Constant Vanden Stock Stadium |
| 19 de Outubro de 2005  |     |            |                               |
| Anderlecht             | 0–1 | Liverpool  | Constant Vanden Stock Stadium |
| Chelsea                | 4–0 | Real Betis | Stamford Bridge               |
| 1 de Novembro de 2005  |     |            |                               |
| Liverpool              | 3–0 | Anderlecht | Anfield                       |
| Real Betis             | 1–0 | Chelsea    | Ruíz de Lopera                |
| 23 de Novembro de 2005 |     |            |                               |
| Anderlecht             | 0–2 | Chelsea    | Constant Vanden Stock Stadium |
| Liverpool              | 0–0 | Real Betis | Anfield                       |
| 6 de Dezembro de 2005  |     |            |                               |
| Chelsea                | 0–0 | Liverpool  | Stamford Bridge               |
| Real Betis             | 0–1 | Anderlecht | Ruíz de Lopera                |

### Grupo H
| Equipa                        | Pts | J | V | E | D | GM | GS | GA |
| ----------------------------- | --- | - | - | - | - | -- | -- | -- |
| 1. Internazionale Milano F.C. | 13  | 6 | 4 | 1 | 1 | 9  | 4  | +5 |
| 2. Rangers F.C.               | 7   | 6 | 1 | 4 | 1 | 7  | 7  | 0  |
| 3. Petržalka akadémia         | 6   | 6 | 1 | 3 | 2 | 5  | 9  | -4 |
| 4. Futebol Clube do Porto     | 5   | 6 | 1 | 2 | 3 | 8  | 9  | -1 |

| 13 de Setembro de 2005 |     |                     |                   |
| Rangers                | 3–2 | Porto               | Ibrox Stadium     |
| Artmedia Bratislava    | 0–1 | Inter               | Tehelné pole      |
| 28 de Setembro de 2005 |     |                     |                   |
| Inter                  | 1–0 | Rangers             | San Siro          |
| Porto                  | 2–3 | Artmedia Bratislava | Estádio do Dragão |
| 19 de Outubro de 2005  |     |                     |                   |
| Porto                  | 2–0 | Inter               | Estádio do Dragão |
| Rangers                | 0–0 | Artmedia Bratislava | Ibrox Stadium     |
| 1 de Novembro de 2005  |     |                     |                   |
| Inter                  | 2–1 | Porto               | San Siro          |
| Artmedia Bratislava    | 2–2 | Rangers             | Tehelné pole      |
| 23 de Novembro de 2005 |     |                     |                   |
| Porto                  | 1–1 | Rangers             | Estádio do Dragão |
| Inter                  | 4–0 | Artmedia Bratislava | San Siro          |
| 6 de Dezembro de 2005  |     |                     |                   |
| Rangers                | 1–1 | Inter               | Ibrox Stadium     |
| Artmedia Bratislava    | 0–0 | Porto               | Tehelné pole      |

## Esquema
|  | Oitavas de final              | Oitavas de final              | Oitavas de final              | Oitavas de final              |   |                | Quartas de final          | Quartas de final          | Quartas de final          | Quartas de final          |  |         | Semifinais       | Semifinais       | Semifinais       | Semifinais       |           |   | Final      | Final      |
|  | 21 de fevereiro a 14 de março | 21 de fevereiro a 14 de março | 21 de fevereiro a 14 de março | 21 de fevereiro a 14 de março |   |                | 28 de março a 05 de abril | 28 de março a 05 de abril | 28 de março a 05 de abril | 28 de março a 05 de abril |  |         | 18 a 26 de abril | 18 a 26 de abril | 18 a 26 de abril | 18 a 26 de abril |           |   | 17 de maio | 17 de maio |
|  |                               |                               |                               |                               |   |                |                           |                           |                           |                           |  |         |                  |                  |                  |                  |           |   |            |            |
|  | Benfica                       | 1                             | 2                             | 3                             |   |                |                           |                           |                           |                           |  |         |                  |                  |                  |                  |           |   |            |            |
|  | Liverpool                     | 0                             | 0                             | 0                             |   |                |                           |                           |                           |                           |  |         |                  |                  |                  |                  |           |   |            |            |
|  | Liverpool                     | 0                             | 0                             | 0                             |   | Benfica        | 0                         | 0                         | 0                         |                           |  |         |                  |                  |                  |                  |           |   |            |            |
|  |                               |                               |                               |                               |   | Benfica        | 0                         | 0                         | 0                         |                           |  |         |                  |                  |                  |                  |           |   |            |            |
|  |                               | Barcelona                     | 0                             | 2                             | 2 |                |                           |                           |                           |                           |  |         |                  |                  |                  |                  |           |   |            |            |
|  | Chelsea                       | Barcelona                     | 0                             | 2                             | 2 | 1              | 1                         | 2                         |                           |                           |  |         |                  |                  |                  |                  |           |   |            |            |
|  | Chelsea                       |                               |                               |                               |   | 1              | 1                         | 2                         |                           |                           |  |         |                  |                  |                  |                  |           |   |            |            |
|  | Barcelona                     | 2                             | 1                             | 3                             |   |                |                           |                           |                           |                           |  |         |                  |                  |                  |                  |           |   |            |            |
|  | Barcelona                     | 2                             | 1                             | 3                             |   |                |                           |                           |                           |                           |  | Milan   | 0                | 0                | 0                |                  |           |   |            |            |
|  |                               |                               |                               |                               |   |                |                           |                           |                           |                           |  | Milan   | 0                | 0                | 0                |                  |           |   |            |            |
|  |                               | Barcelona                     | 1                             | 0                             | 1 |                |                           |                           |                           |                           |  |         |                  |                  |                  |                  |           |   |            |            |
|  | PSV Eindhoven                 | Barcelona                     | 1                             | 0                             | 1 | 0              | 0                         | 0                         |                           |                           |  |         |                  |                  |                  |                  |           |   |            |            |
|  | PSV Eindhoven                 |                               |                               |                               |   | 0              | 0                         | 0                         |                           |                           |  |         |                  |                  |                  |                  |           |   |            |            |
|  | Lyon                          | 1                             | 4                             | 5                             |   |                |                           |                           |                           |                           |  |         |                  |                  |                  |                  |           |   |            |            |
|  | Lyon                          | 1                             | 4                             | 5                             |   | Lyon           | 0                         | 1                         | 1                         |                           |  |         |                  |                  |                  |                  |           |   |            |            |
|  |                               |                               |                               |                               |   | Lyon           | 0                         | 1                         | 1                         |                           |  |         |                  |                  |                  |                  |           |   |            |            |
|  |                               | Milan                         | 0                             | 3                             | 3 |                |                           |                           |                           |                           |  |         |                  |                  |                  |                  |           |   |            |            |
|  | Bayern de Munique             | Milan                         | 0                             | 3                             | 3 | 1              | 1                         | 2                         |                           |                           |  |         |                  |                  |                  |                  |           |   |            |            |
|  | Bayern de Munique             |                               |                               |                               |   | 1              | 1                         | 2                         |                           |                           |  |         |                  |                  |                  |                  |           |   |            |            |
|  | Milan                         | 1                             | 4                             | 5                             |   |                |                           |                           |                           |                           |  |         |                  |                  |                  |                  |           |   |            |            |
|  | Milan                         | 1                             | 4                             | 5                             |   |                |                           |                           |                           |                           |  |         |                  |                  |                  |                  | Barcelona | 2 |            |            |
|  |                               |                               |                               |                               |   |                |                           |                           |                           |                           |  |         |                  |                  |                  |                  |           | 2 |            |            |
|  |                               | Arsenal                       | 1                             |                               |   |                |                           |                           |                           |                           |  |         |                  |                  |                  |                  |           |   |            |            |
|  | Ajax                          | Arsenal                       | 1                             | 2                             | 0 | 2              |                           |                           |                           |                           |  |         |                  |                  |                  |                  |           |   |            |            |
|  | Ajax                          |                               |                               | 2                             | 0 | 2              |                           |                           |                           |                           |  |         |                  |                  |                  |                  |           |   |            |            |
|  | Internazionale                | 2                             | 1                             | 3                             |   |                |                           |                           |                           |                           |  |         |                  |                  |                  |                  |           |   |            |            |
|  | Internazionale                | 2                             | 1                             | 3                             |   | Internazionale | 2                         | 0                         | 2                         |                           |  |         |                  |                  |                  |                  |           |   |            |            |
|  |                               |                               |                               |                               |   | Internazionale | 2                         | 0                         | 2                         |                           |  |         |                  |                  |                  |                  |           |   |            |            |
|  |                               | Villarreal (g.f.)             | 1                             | 1                             | 2 |                |                           |                           |                           |                           |  |         |                  |                  |                  |                  |           |   |            |            |
|  | Rangers F.C.                  | Villarreal (g.f.)             | 1                             | 1                             | 2 | 2              | 1                         | 3                         |                           |                           |  |         |                  |                  |                  |                  |           |   |            |            |
|  | Rangers F.C.                  |                               |                               |                               |   | 2              | 1                         | 3                         |                           |                           |  |         |                  |                  |                  |                  |           |   |            |            |
|  | Villarreal (g.f.)             | 2                             | 1                             | 3                             |   |                |                           |                           |                           |                           |  |         |                  |                  |                  |                  |           |   |            |            |
|  | Villarreal (g.f.)             | 2                             | 1                             | 3                             |   |                |                           |                           |                           |                           |  | Arsenal | 1                | 0                | 1                |                  |           |   |            |            |
|  |                               |                               |                               |                               |   |                |                           |                           |                           |                           |  | Arsenal | 1                | 0                | 1                |                  |           |   |            |            |
|  |                               | Villarreal                    | 0                             | 0                             | 0 |                |                           |                           |                           |                           |  |         |                  |                  |                  |                  |           |   |            |            |
|  | Real Madrid                   | Villarreal                    | 0                             | 0                             | 0 | 0              | 0                         | 0                         |                           |                           |  |         |                  |                  |                  |                  |           |   |            |            |
|  | Real Madrid                   |                               |                               |                               |   | 0              | 0                         | 0                         |                           |                           |  |         |                  |                  |                  |                  |           |   |            |            |
|  | Arsenal                       | 1                             | 0                             | 1                             |   |                |                           |                           |                           |                           |  |         |                  |                  |                  |                  |           |   |            |            |
|  | Arsenal                       | 1                             | 0                             | 1                             |   | Arsenal        | 2                         | 0                         | 2                         |                           |  |         |                  |                  |                  |                  |           |   |            |            |
|  |                               |                               |                               |                               |   | Arsenal        | 2                         | 0                         | 2                         |                           |  |         |                  |                  |                  |                  |           |   |            |            |
|  |                               | Juventus                      | 0                             | 0                             | 0 |                |                           |                           |                           |                           |  |         |                  |                  |                  |                  |           |   |            |            |
|  | Werder Bremen                 | Juventus                      | 0                             | 0                             | 0 | 3              | 1                         | 4                         |                           |                           |  |         |                  |                  |                  |                  |           |   |            |            |
|  | Werder Bremen                 |                               |                               |                               |   | 3              | 1                         | 4                         |                           |                           |  |         |                  |                  |                  |                  |           |   |            |            |
|  | Juventus (g.f.)               | 2                             | 2                             | 4                             |   |                |                           |                           |                           |                           |  |         |                  |                  |                  |                  |           |   |            |            |

Nota: O esquema usado acima é usado somente para uma visualização melhor dos confrontos. Todos os confrontos desta fase são sorteados e não seguem a ordem mostrada.
Legenda: g.f.(Gol fora de casa).
https://web.archive.org/web/20160531091734/http://pt.uefa.com/uefachampionsleague/season=2005/

## Oitavas-de-final
| Equipe 1          | Total      | Equipe 2       | 1.º jogo | 2.º jogo |
| ----------------- | ---------- | -------------- | -------- | -------- |
| Chelsea           | 2-3        | FC Barcelona   | 1-2      | 1-1      |
| Real Madrid       | 0-1        | Arsenal        | 0-1      | 0-0      |
| Werder Bremen     | 4-4 (g.f.) | Juventus       | 3-2      | 1-2      |
| Bayern de Munique | 2-5        | Milan          | 1-1      | 1-4      |
| PSV               | 0-5        | Lyon           | 0-1      | 0-4      |
| Ajax de Amsterdã  | 2-3        | Inter de Milão | 2-2      | 0-1      |
| Benfica           | 3-0        | Liverpool      | 1-0      | 2-0      |
| Rangers           | 3-3 (g.f.) | Villarreal     | 2-2      | 1-1      |

Legenda:
- g.f. - equipa apurou-se pela Regra do gol fora de casa

## Quartas-de-final
| Equipe 1       | Total      | Equipe 2   | 1.º jogo | 2.º jogo |
| -------------- | ---------- | ---------- | -------- | -------- |
| Arsenal        | 2-0        | Juventus   | 2-0      | 0-0      |
| Lyon           | 1-3        | Milan      | 0-0      | 1-3      |
| Inter de Milão | 2-2 (g.f.) | Villarreal | 2-1      | 0-1      |
| Benfica        | 0-2        | Barcelona  | 0-0      | 0-2      |

Legenda:
- g.f. - equipa apurou-se pela Regra do gol fora de casa

## Semifinais
| Equipe 1 | Total | Equipe 2   | 1.º jogo | 2.º jogo |
| -------- | ----- | ---------- | -------- | -------- |
| Arsenal  | 1-0   | Villarreal | 1-0      | 0-0      |
| Milan    | 0-1   | Barcelona  | 0-1      | 0-0      |

## Final
| 17 de maio de 2006 | Barcelona                | 2 – 1     | Arsenal      | Stade de France, Paris                   |
| 20:45              | Eto'o 76' · Belletti 81' | Relatório | Campbell 37' | Público: 79 610 Árbitro: NOR Terje Hauge |

## Campeão
| Liga dos Campeões da UEFA de 2005–06 |
| Espanha                              |
| ------------------------------------ |
| Barcelona Campeão (2º título)        |